# صدیقه موسوی زاده
صدیقه سادات موسوی زاده (زادهٔ ۲۶ مرداد ۱۳۳۵) در تهران، تهیه‌کنندهٔ تلویزیون اهل ایران است.
مجموعه عروسکی خونه مادربزرگه از معروف‌ترین آثار او به‌شمار می‌رود که با کارگردانی مرضیه برومند ساخته شده است. از دیگر آثار شناخته شده او می‌توان به مجموعه آرایشگاه زیبا و مجموعه آب پریا اشاره کرد.

## آثار

### تئاتر
- پوزه چرمی (۱۴۰۰) [۷][۸][۹]
- در پروازهای خروجی بود که گم شد، ریحانه(۱۳۹۹) [۱۰][۱۱][۱۲][۱۳]
- سقوط (۱۳۸۶) [۱۴][۱۵]
- سوء تفاهم (۱۳۷۳)

تلویزیون
| سال  | نام اثر        | کارگردان     | نقش        |
| ---- | -------------- | ------------ | ---------- |
| ۱۳۹۲ | آب پریا        | مرضیه برومند | مدیر تولید |
| ۱۳۸۷ | همه بچه‌های من  | مرضیه برومند | مدیر تولید |
| ۱۳۷۵ | دوقلوها        | هرمز هدایت   | تهیه‌کننده  |
| ۱۳۶۸ | زیر گنبد کبود  | بهمن زرین‌پور | مدیر تولید |
| ۱۳۶۶ | خونه مادربزرگه | مرضیه برومند | تهیه‌کننده  |